# 貴慶
貴慶（穆麟德轉寫：guiking，1775年—1847年），清朝政治人物，字月山、月三、又字雲西、芸西、篔西、雲溪、雲白，號夢萸，室名醉石龕、賜墨樓、知了義齋、鏡心堂，滿洲鑲白旗人，富察氏，從一品太子少保成都將軍觀成子。嘉慶三年（1798年）戊午科舉人，嘉慶四年（1799年）己未科三甲進士。選翰林院庶吉士，散館授檢討。一生經歷豐富，跌宕起伏，官至一品經筵講官禮部尚書領侍衛內大臣鑲紅旗漢軍都統兼管太常寺鴻臚寺事務。

## 生平
貴慶，镶白旗满洲第四参领第十五佐领下人，丰讷春（丰纳春）佐领下人，乾隆四十年四月初一日生，道光二十七年正月二十三日病故，官至經筵講官、禮部尚書、領侍衛內大臣、鑲紅旗漢軍都統兼管太常寺鴻臚寺事務兼崇文門副監督。升任禮部尚書前，曾官熱河都統，漕運總督兼兵部右侍郎，倉場侍郎，右副都御史，刑部左右侍郎，吏部左右侍郎，禮部右侍郎，理藩院侍郎，工部户部侍郎，盛京侍郎，幫辦參務管理移居宗室事務，奉天府尹，武殿试阅卷官，会试考官，鑲白旗漢軍都統(署)，正黃旗護軍統領，泰陵镇总兵兼總管內務府大臣，查庫大臣，内阁学士，詹事府詹事，大理寺卿，宗室教習，教習庶吉士，查覺羅學，國史館清文總校，起居注官等職。正一品光祿大夫。
嘉慶朝初，貴慶為翰林院侍讀、功臣館提調、國史館纂修、詹事府洗馬、贊善等，參與撰寫《清實錄乾隆朝實錄》。嘉慶四年，貴慶和同年探花王引之等翰林冒險探視洪亮吉。嘉慶七年正月皇上詣陵行禮，貴慶隨駕前往。嘉慶九年為日講起居注官，記錄皇帝每天起居言行。嘉慶十二年，詹事府詹事、內閣學士，稽查西四旗覺羅學，禮部侍郎銜(內閣學士兼)。嘉慶十三年任文淵閣直閣事，帝將湖廣陝西逆犯王袁氏等三起共七名口賞給常喜、貴慶、果勒敏色等為奴。嘉慶十四年會試副考官，正紅旗漢軍副都統，嘉慶五旬萬壽典禮隨帝進膳。嘉慶十五年三月，旨先農壇行禮，命鄭親王烏爾恭阿、慶郡王永璘、和郡王綿循各五推，吏部尚書瑚圖禮、戶部左侍郎英和、禮部左侍郎戴聯奎、兵部左侍郎萬承風、刑部右侍郎宋鎔、工部左侍郎陳希曾、都察院左副都御史誠安、通政使司參議文修、大理寺卿貴慶各九推。此時，貴慶已列九卿，隨帝拜祭先農壇。嘉慶十六年武殿試讀卷官、大理寺卿。同年任盛京刑部侍郎，時父好友和瑛任盛京將軍。十七年和盛京將軍和瑛迎接朝鮮宰相李時秀。嘉慶二十年任鑲黃旗滿洲副都統、理藩院右侍郎(署)、刑部侍郎、禮部侍郎，負責盛京宗室移居事務，隨同貝子奕紹、盛京將軍晉昌、侍郎果齊斯歡前往宗室營。至嘉慶朝已官至正二品，但不久因罪被降為正三品奉天府尹。嘉慶二十三年貴慶再獲罪，因擅行御道，被修道防禦海昌攔阻，親自毆打縛拴海昌於馬項，率行二十里，嘉慶帝怒將其流放到齊齊哈爾軍臺效力，嘉慶二十五年七月二十五日，嘉慶帝崩，九月道光帝上諭將貴慶等人加恩釋回。道光朝初，相國曹振鏞賞識，留其參與《清實錄嘉慶朝實錄》撰寫，立功開復原職，為道光帝所重用。道光五年任兵部侍郎。道光六年以吏部右侍郎貴慶為翻譯會試知貢舉，大學士托津為滿洲翻譯會試正考官，戶部左侍郎博啟圖為副考官。道光七年任查庫大臣，七月上諭，命吏部右侍郎貴慶同惇親王綿愷、定親王奕紹、協辦大學士盧蔭溥、禮部尚書松筠、工部尚書王引之、戶部左侍郎敬徵、工部右侍郎阿爾邦阿盤查戶部三庫。同年孝穆成皇后梓宮奉移時，帝派貴慶管正黃旗護軍統領事，署步軍統領衙門總兵。道光七年充八旗軍政大臣。道光八年帝派盧蔭溥、那清安、王宗誠、王引之、貴慶、裕恩、白镕、耆英，興修西直門至圓明園及阜成門、西便門、福園門、西南門、扇子河南岸並佟府柵欄內外石道、橋座、涵洞等項工程。道光九年署鑲白旗漢軍都統。道光十年代奕經署理左翼前锋统领，同年奉旨勘查修理孝東陵，國史館清文總校，署管理咸安宮官學事。道光十一年刑部左侍郎署戶部右侍郎兼管錢法堂事務，任泰陵鎮總兵兼總管內務府大臣，為道光皇帝在龍泉峪吉地開建皇陵，道光十一年二月，道光帝恭谒西陵，先派御前侍卫奕紀、乾清门侍卫倭什讷、刑部左侍郎贵庆先行前往西陵，查看红椿地方。道光十二年任倉場侍郎，奏修直隸通惠河二閘，帝從貴慶請也。道光十三年升漕運總督，赴江淮一帶，時陶澍任兩江總督，林則徐任江蘇巡撫。不久遷熱河都統、盛京刑部侍郎兼幫辦參務，管理移居宗室事務，將北京宗室皇族部分移回東北沈陽，並會同禮部尚書奕顥、盛京將軍寶興、工部左侍郎裕誠修繕盛京永陵福陵殿座。道光十五年回京任刑部侍郎、正紅旗蒙古副都統。道光十六年七月壬寅，接替恩銘，擔任清朝禮部尚書，賜紫禁城騎馬。八月，奏為皇上萬壽節皇子等應否在正大光明殿階下行禮。道光十六年十二月，帝命禮部尚書貴慶為正使，內閣學士倭什訥為副使，冊封貴人郭佳氏為佳嬪。道光十七年上元節，貴慶負責皇家廷宴於西苑，道光帝賞其蟒袍、御用緞、白玉香燈、乾隆朝御墨等克什。御墨上有：“內殿輕煤”，貴慶憶起四十年前其師戴均元曾提及此墨乃乾隆朝御用。
道光十七年四月，奉旨前因禮部尚書貴慶包裹祝版顛倒錯誤，降旨交部嚴加議處，姑念其陞任禮部尚書當差未久，著加恩由一品降為二品頂帶，仍帶革職留任，同年五月病免，由宗室奕紀接任。
道光二十年，原任礼部尚书贵庆上书修改禁烟条例，道光命穆彰阿和大臣讨论，不予采纳。道光二十五年，上书道光请求其曾三次充任查库大臣应赔银两开恩变通减免，道光掷还其奏折不允，贵庆年老隐居西山，改由其子闲散瑞珍替父监追。后由贵庆子吏部主事瑞琇赔付六成。道光二十七年正月，贵庆病故。同年十一月，好友潘世恩、赛尚阿等上书贵庆家人措集新的赔金，用田地扺押，且扣官俸赔偿，请旨将其子瑞珍放出。
貴慶喜硯墨、奇石和戲曲，和藝人石玉昆交好。有皇帝賜墨，故室名“賜墨樓”。道光初，貴慶《醉石龕即事詩》为其好友、门生和国史馆同事互相讨论赠送古砚奇石而作，提及麟庆（麟见亭）、钟昌（钟仰山）、鲍桂星（鲍觉生）、彭邦畴（彭春农）、潘曾沂（潘功甫，潘世恩长子）、吴嵩梁（兰雪）、惠林（惠心兰，字吉孚号心兰，正黄旗乌雅氏，巡抚福崧之子，总督硕色曾孙，和孝恭仁皇后、恩嬪、莊順皇貴妃同族）。书中贵庆所藏墨硯著名者有曝書亭硯（鍾昌贈）、馬湘蘭硯、真珠紅之硯、黃龍硯（惠林贈）、蘇軾月之從星硯（乾隆御賜貴慶家，現藏臺灣故宮博物院）。彭邦鼎《閒處光陰》云。舊有勝國名妓馬湘蘭印章一枚....從兄春農（彭邦畴）屬意久。餘之楚，即用之誌別。迨春農聞貴筼西先生（貴慶）藏有馬湘蘭硯。彼此傳玩....鮑覺生先生（鲍桂星）在座。固知兩家皆健鬪。因以一詩解之。而此印章為筼西先生有矣。又貴慶自雲：“愛之斯醉之矣“。貴慶亦曾管理移居宗室事務，和皇室有姻親。貴慶住北京甘雨胡同，附近有公阿桂宅、富察明瑞宅，其父觀成曾跟隨兩人征戰新疆、緬甸、金川。後來左宗棠宅背靠貴慶宅。貴慶晚年隱居北京八大處證果寺秘魔崖，著書《知了義齋詩鈔》自娛。《國學叢刊》: 八旗貴顯、昔多耽山水之人、李鐵君（李鍇）居盤山、多海槎（多欢，正黄旗伊尔根觉罗氏，喀爾吉善曾孙，鄂雲布子）住翠微靈光寺、貴月山（貴慶）住大悲寺秘魔崖、薩湘林（薩迎阿）時住臥佛寺、圖裕軒（圖鞈布）坐逝延寧庵、其人皆高曠肆志、生有自來者、近世殆罕聞矣。

## 家族關聯
- 父：頭品頂戴太子少保、成都將軍觀成。曾先後隨阿桂、溫福、和珅、和琳、福康安等南征北戰，乾隆末嘉慶初賜宮保銜太子少保。嘉慶五年，西安左翼副都統兼署西安將軍任上病辭。觀成祖上傅鼐乃曹寅妹夫，雍邸旧人，族中有鄂容安之妻，通政使博尔多之女。觀成族兄吉林將軍、吏部尚書秀林（亦秀琳），嘉慶十五年秀琳因吉林參務大案贪腐，嘉慶帝賜其自盡，時任盛京戶部侍郎的貴慶亦涉此案被革以三品京堂补用，觀成族妹顧太清之母。
- 妻：鈕祜祿氏，大學士和珅次女；妾數人
- 弟：太常寺筆帖式後外放雲夢縣知縣恩慶、闲散万庆。
- 姊妹：姐嫁总督图思德之子湖北粮道觉罗恒庆为妾，觉罗恒庆长子覺羅桂芳和贵庆为同科进士；一妹为豫亲王裕全庶福晋；另一妹嫁给郑亲王家的阿扎兰之子德俊的儿子盛京兵部侍郎广敏（亦广铭）之子兴恒为正妻，兴恒子宗室常璧，妻镶白旗碧魯氏，碧鲁氏亦必禄氏，其父陜西布政使岳齡安、兄弟伊绵阿、一姐妹嫁大臣松筠之子熙綸。貴慶的姊妹富察氏和宗室兴恒的女儿宗室氏, 聘为侍郎李氏基溥之子钟文妻，疑未过门。貴慶的姊妹富察氏和宗室兴恒的儿子宗室常璧之子为晚清大臣宗室寶森、堂弟宗室寶廷，宝森娶瓜尔佳氏，为瓜尔佳桂良子延禧和郑亲王烏爾恭阿之女所生，即福康安外曾孙女。富察氏和宗室兴恒的孙女宗室氏，即宗室寶森胞妹，嫁军机大臣奎照之孙泰階、即索绰络氏英和曾孙，泰階官織造鈔關熱河总管府员外郎。
- 子侄：長子瑞璸（字仲文），富察氏，官至兵部侍郎兼都察院右副都御史、巡撫福建等處地方提督軍務兼理糧餉（即福建巡撫），咸豐朝末代辦閩浙總督事務，從一品，同治初慈禧上諭責其老慵，勒令退休，实际上因为瑞璸为顾命大臣反对慈禧的载垣一派，其侄女瑞琇之女嫁载垣之侄溥新，清代奏折有慈禧生日，福建巡抚瑞瑸遲向慈禧祝壽，被視為輸誠太慢。瑞璸为进士薛崇禧、举人马廷棫之师；次子瑞珍，曾任府經歷，道光十六年，因胃病疼痛聽說鴉片能治病，便和宗室常林一起吸食鴉片犯後事，革去府經歷職，發往察哈爾都統下張家口軍臺，效力三年贖回，閑散無出息。道光二十三年戶部銀虧案發後，眾多大員受牽連，貴慶亦曾三次任查庫大臣。道光二十五年，其未能按時賠付虧銀，上書求帝减免，帝不允，由子瑞珍替父監追，弟瑞琇賠付六成後釋出瑞珍；三子瑞琇，富察氏，有出息，曾考取要職軍機章京，後吏部考功司、文選司主事，再升至吏部郎中兼欽差管理寶源局監督，負責鑄錢，京優差，正四品。咸豐八年，京察一等外放浙江嘉興府知府，瑞琇是光绪进士金星桂（金寿松）、总理各国事务衙门大臣许景澄等嘉兴籍学生受知師。瑞琇娶宗室氏，雍正來孫女，疑是奕經或奕紀之女。咸豐朝末，瑞琇因寶源局張仁政案發，前任宝源局监督现任嘉兴府知府瑞琇罪論死緩，詔改遣戍新疆，同治朝加恩贖回，住父留下北京甘雨胡同宅；貴慶胞侄瑞璘，曾任鑾儀衛衙門馴馬司治儀正，後京城經商，與瑞琇因寶源局案獲罪；瑞琇族兄文惠，浙江嘉兴协副将，文惠胞妹嫁赛尚阿。貴慶之子瑞璸和瑞珍、瑞琇乃异母生。
- 女：富察氏，至少两人，一人嫁和親王弘晝系第五代貝勒奕亨五子，侍郎散秩大臣頭等輔國將軍載崇，載崇嫡母乃正紅旗瓜爾佳氏桂良之妹，桂良女婿乃恭亲王奕訢。貴慶女儿富察氏和宗室載崇生子溥善、溥良、溥興。溥良為啟功先生曾祖。另一人嫁刑部郎中欽派寶源局監督奎麟。奎麟乃正藍旗鄭佳氏，左副都統御史續齡之子，駐藏大臣松廷之侄。奎麟胞妹鄭佳氏嫁道光孝靜成皇后嫡堂叔葆聯，成山之子。道光十年，民人高興和蘇拉常安鬥毆，民人高興供稱審案司員奎麟恐有賄囑，貴慶時署刑部右侍郎，因與奎麟關系自請回避。咸豐七年，貴慶學生許乃濟之弟許乃普時任工部尚書，保薦貴慶之子吏部文選司郎中瑞琇為寶源局監督；咸豐九年，許乃普又保薦貴慶婿刑部陜西司郎中奎麟任寶源局監督。直到咸豐九年寶源局張仁政案發，貴慶子瑞琇、貴慶女婿奎麟先后任寶源局監督，皆獲重罪斬監候。因與皇族姻親，加恩免死，追贓後遣戍新疆）。
- 姪女：孝哲毅皇后之祖母富察氏，賽尚阿妻。贵庆弟万庆之女富察氏嫁郑亲王家的多罗銮次子宗室瑞寿（瑞寿为雅爾江阿后裔，过继给雅尔江阿兄弟阿扎兰之子德俊后裔为嗣）。
- 孫：端良（字簡廷、簡庭或鑑亭，有才，歷任景陵郎中、欽命稽察豐益倉事務山東道監察御史、掌廣東道監察御史、北京五城御史、光緒朝吏科給事中，可直接向皇帝上書，曾參奏大臣數人包括李鸿章女婿張佩綸，在給事中職上和宗室溥松得罪人遭革職，端良撰有《甲午日錄》。八國聯軍入京出任安民公所總辦，為民辦事獲得百姓稱贊。端良和那桐關系好，端良曾贖出歌妓喜鳳，和那桐等友聚會聽其演唱，後萬金轉予道光帝和妃族後裔麒慶之侄淮安關鹽政都慶為妾，端良和宗室溥松即奕紀之孙关系好，两人祖父关系亦好）、賢良、阿良（同治光绪年间，盛京戶部員外郎、刑部衙門陝西司員外郎）、崇良（光绪年间礼部主事、员外郎，光绪十二年殿试印卷官）等。
- 孫女：据《爱新觉罗宗谱》，贵庆子瑞琇之女富察氏嫁怡亲王奕勳之孙溥新或作溥信为正妻、溥新继妻为貴慶学生完颜麟慶侄崇寿之女完颜氏。溥新，或作溥信，載增子，过继给載坪。溥新有子毓宝，过继给載垣子溥斌为嗣，兼祧两房。溥新住宅在民国经其子金蕴山转卖，后为人民文学出版社。
- 外孫：溥良、溥善、溥興
- 老師：相國戴均元、曹振鏞、阮元
- 學生：完顏麟慶（爱徒，麟庆《鸿雪因缘图记》有：友恩楚湘饋鮮枇杷三，余一持獻貴雲西師）、伊江阿之侄鍾昌（藏中國國家圖書館的貴慶著作上有「受業鍾昌校字」)、許乃濟（《许乃济丙申日记》七次谈及贵云西师，其兄許乃普任尚書時曾保薦師貴慶之子吏部郎中瑞琇為寶源局監督）、廖鴻荃、郭尚先、張岳崧（《运河北行记》：貴慶為漕運總督時师徒曾同舟共飲）、劉鴻翱《綠野齋前後合集》（序賜墨樓紀恩詩者今上御極之十七年翺師貴芸西先生以禮部尙書預庭臣宴得蒙恩賜藏之於樓，見天子嘉君之才訓以有守有爲座主英煦齋（英和）貴芸西（贵庆）兩夫子）、知州陈瀛等
- 好友：大學士英和、刑部尚書恩銘、成都將軍凱音布（富察氏）、成勳（字号莲樵，富察氏，丰绅济伦子，傅恒曾孙）、禮部尚書昇寅、軍機大臣趙奎盛、斌良（恭親王岳父桂良之兄）、薩迎阿（斌良《抱冲斋诗集》赠萨湘林侍郎，有盛世成三友诗句，谓余暨云溪尚书）、侍郎程恩澤、侍郎秀堃（密友）、侍郎鍾昌（鍾昌乃和珅死黨伊江阿侄，貴慶密友。鍾昌繼妻愛新覺羅氏之侄女和侄子分別嫁娶貴慶子女）、貝勒奕亨、宗室晋昌（《戎旃遣興草卷下》和貴月山司寇留別原韻）、奕綸、奕興、奕經、奕紀、奕紹、奕顥、覺羅寶興、蔣祥墀、一等繼勇侯倭什訥（伍弥忒氏，德楞泰孙）、惠林（惠心兰，字吉孚号心兰，正黄旗乌雅氏，巡抚福崧之子，总督碩色曾孙，和孝恭仁皇后、恩嬪、莊順皇貴妃同族）、潘世恩和潘曾沂父子。曲藝人石玉昆、謝堃、高塏（字号子高，善金石，亦爱砚台，阮元幕僚，贵庆诗钞集中尚有《赐墨楼纪恩诗》，其序详述内府制掌故。录出寄子高先生。又有记石玉昆说书事，俱艺林之谈助也）。同年中进士好友鮑桂星、白鎔、王引之、湯金釗等。

## 著作
- 《知了義齋詩鈔》由《閭山紀遊詩》、《醉石龕即事詩》、《鏡心堂七言律詩》（书中有好友秀堃点评）、《綺語舊作》四部分組成。被貶塞上諸作，人們將其與明七子相比。貴慶著作現藏北京國家圖書館，書上有鈐印：翰林供奉、王懿榮、田嵩年題籤、受業陳瀛校字（注：陳瀛乃兩江總督陳鑾堂侄）、受業鍾昌題籤（注：鍾昌，拜都氏，和珅親信伊江阿之侄）、受業鍾昌校字、富察恩豐藏書印，可見曾為晚清富察恩豐所藏書。
- 《东去吟藳》，该诗稿上有壬辰闰重阳日（道光十二年重阳节）陸費瑔谨读，臣瑔之印。陸費瑔《真息齋詩鈔》卷一奉陪貴月山總戎游源泉寺。陆费瑔和贵庆学生許乃濟是儿女姻亲，許乃濟弟、許乃普兄許乃谷《瑞芍軒詩鈔》亦有"題富察貴雲西少宰慶醉石龕東去吟詩稿"。

## 評價
- 道光：立朝坦直，每疏論時事，無所徇避，雖奏對亦然。
- 溥良：外祖月山宗伯（月山，貴慶字號，宗伯為禮部尚書別稱），早年騰達，中歲蹉跎，以事謫塞外，忳邑無聊，一皆發之於詩。著有《知了義齋古今體》若干卷，蒼莽浩瀚，上追高、岑，下頡七子，蓋由其筆情有以達之爾（貴慶曾因擅行御道被發往黑龍江齊齊哈爾，道光初釋回）。光绪丁酉处暑后三日，外孙溥良谨序。启功谨案。
- 貴慶孫端良在光緒年間為其詩鈔作序：《知了義齋詩鈔》先大父大宗伯月山公作也（先大父即已故祖父，大宗伯即禮部尚書，月山為貴慶字號），大父以嘉慶己未翰林，洊躋卿貳，服官遼東最久，故關外諸作，尤膾炙人口，晚年築精舍於西山之碧摩岩，著書自娛，此卷早經付梓，洎咸豐戊午，先中丞公及諸叔宦遊閩浙（先中丞公即端良父巡撫瑞璸，咸豐八年，瑞璸和弟瑞琇等在閩浙一帶為官），值庚申多事，家藏書籍大半散失（值庚申多事，指咸豐庚申年，即咸豐十年英法聯軍攻入北京，同年瑞璸弟瑞琇獲重罪斬監候）。光緒辛卯，表弟玉岑閣學視學江南（玉岑乃宗室溥良字號，即啟功先生曾祖，溥良母富察氏乃瑞璸妹妹，光绪辛卯即光绪十年，溥良以內閣學士任江蘇學政），瀕行以此見寄當年藏版也，三十年來重瞻手澤，感幸奚如，乞製序文，用付剞劂，時乙未冬至日，孫端良瑾志 （乙未乃光緒二十年，時端良由掌廣東道監察御史升任京城吏科給事中）。
- 玄外孙启功：（吾高祖母之父）月山宗伯諱貴慶，姓富察氏。嘉慶己未翰林，官至禮部尚書，晚年建築精舍於西山碧摩岩，著書自娛，吾家詩學，此其星宿海耶。宗伯（礼部尚书别称）乃先高祖隽峰公之外舅（即岳父）。先高祖隽峰公（载崇）遗稿中每有和韵之作，且时见宗伯批改，盖居外甥馆（女婿家）而亲授业者（启功《学林漫录》第十三集）
- 楊鍾羲：《雪橋詩話》卷十一：富察云西宗伯贵庆.......辩论实事、探本穷源，入对不肯少，袐人有劝之者，曰”吾骨奥，欲媚何其能?" 故宦官多蹉跎.......喜砚墨，历经乾、嘉、道三朝，忘一自之私，郭佳相国穆彰阿枋政，贵庆不能安之，掌礼部不足一年，乞病隐居山中。
- 朝鮮宰相李時秀：“循循其容頎，侍郎貴慶在，體貌下官非。” 嘉慶十七年李時秀出使中國見到貴慶，時任盛京刑部侍郎的貴慶有禮貌且體貌修長俊美，李時秀自嘲不如。《韓使燕行錄》
- 恭亲王岳父桂良胞兄斌良《抱沖齋詩集》: 提及貴慶字号月山或云溪多首，一首因贵庆喜爱收藏古石，斌良将自家珍藏康熙吳之振用过的蛀虫砚赠与贵庆月山尚书并作诗。一首《題月山尚書貴庆醫無閭山紀游詩後》里提到贵庆的另一字号云溪。《赠萨湘林侍郎》诗中提到自己和云溪尚书贵庆、薩迎阿侍郎三人盛世成友。
- 索綽羅氏寶鋆 《文靖公遺集》里有“僧房有梅谷二兄楹帖、贵云溪太夫子七律”"卧佛寺壁有貴雲溪大宗伯遊西山寶珠洞詩即步元韻"（梅谷即寶鋆族兄陕甘总督麟魁字号、云溪即贵庆的字号）。
- 宗室寶廷 （堂兄宗室寶森为贵庆侄孙）《偶齋詩草》有龍泉庵用貴月山先生元韻等數首。
- 張丙煐 《觀兩齋詩鈔》禮部尚書貴月山先生慶，與先君（張運煦）同年友善，喜為詩。在塞外數年，詩益蒼涼悲壯，秀楚翹（即貴慶好友秀堃）先生評之謂“如聽霜天曉角”
- 吳嵩梁 《香蘇山館詩集》鍾仰山（鍾昌）學士邀同貴雲西（貴慶）侍郎、鮑覺生（鮑桂星）詹事觀荷
- 蔣祥墀 《自紀年譜》 旨派刑部侍郎貴慶與祥墀主試在禮部........簡無事與和泰庵將軍（即和瑛）、貴雲西（即貴慶）少寇詠
- 張祥河 和托渾布《小重山房詩詞全集》、 《瑞榴堂詩集》皆有《江山萬里石屏藏貴篔西（貴慶）侍郎家題詩鐫其上》、《阿城水次題篔西（貴慶）漕帥風雨歸舟圖》
- 葉名琛兄葉名澧 《孰夙好齋詩集》有《東丹王故宮歌和富察篔西侍郎貴慶》
- 陳用光《太乙舟詩集》有《題貴篔西前輩詩册》
- 麟慶：《鸿雪因缘图记》记载：道光年间，皇史宬启匮时，相国曹振鏞派其和沈鼎甫前往，当时同在的有国史馆充提调的老师贵庆（即贵云溪师），编修三人許乃濟、吳振棫、胡達源、总纂三人周系英、白鎔、姚元之，三学士德兴、蔣立鏞、祁寯藻，两编修許乃普、鄒植行。又有：老友恩楚湘（恩龄）赠我鮮枇杷三。我在京城只吃过鮮荔枝，此果从未见过。以其一推荐给寝庙，其一持献给老师贵庆，其一分给孙女吃。
- 楊鍾羲 《雪橋詩話三集》貴芸西（貴慶）宗伯所居齋名不改此度，黃霽青（即黃安濤，貴慶嘉慶十四年學生）懷人詩：半生宦境閱窮通，世事都如馬耳風。此度由來終不改，有常人說似徐公。近世鶴齡尙書松壽，雅有此風。京邸門屛几案，數十年不易故處。居官廉靜寡欲，不徇時尙。辛亥，與仁山將軍樸壽殉節八閩，非偶然也。（貴慶）宗伯向藏馬湘蘭硯，聞彭春農（彭邦畴）有湘蘭名印，欲兼得之，春農不可，用坡公仇池石詩韻，賦誇詰難，亦見風雅。
- 程恩澤 程春海（即程恩澤）侍郎和貴慶《賜墨樓》詩有「鏈形已歷三朝久，守黑渾忘一己私」之句。雲西（貴慶）甚喜之，以為知己。覺羅桂芳，謚文敏，其廉謹自勵，蓋秉自家訓。貴雲西（貴慶）宗伯慶立朝坦直，亦有覺羅桂芳文敏之風。
- 王家相《藝齋府君行述》：嘉庆十四年, 王家相中进士，其师有協辦大學士英煦齋（英和）相國、內閣學士兼禮部侍郎後官尚書貴雲溪（贵庆）先生。
- 鄂恒伊尔根觉罗氏，在其《求是山房文集》有《贵芸西先生七十寿序》。记载鄂恒的四名老师那峨、唐鑑、魏茂林、戚人镜是贵庆在嘉庆十四年取进士时的学生。鄂恒这四位老师诗词厉害，平时教导说这来自我们老师贵庆的传授，所以鄂恒称贵庆为祖师。公贵庆，富察氏，为吾家乡望族，其父观成将军，乾隆大小金川立功，曾和我的祖父乌什哈达同将军阿桂独骑入敌营，叱咤一声，群贼溃败，但未曾枉杀一人，人们称以”天地之大德曰生“陈赞其明义。众人都不停地称赞贵庆事父母孝顺、对兄弟友爱。他读书万卷，一目数十行，诗词造诣超过明七子，弱冠就入翰林，嘉庆仁宗召对，表扬其学问经术，足以为国家栋梁，不过几年便官至卿二，道光登基后，又超升至任漕运总督、尚书、都统，所到之处皆有声望，处理刑事诉讼，不厌其详，必要得以公平，并告诉下属官吏自己父亲观成将军未曾枉杀一人，自己当然也不敢。贵庆辩论时事，无不探本求源，就是在大廷当着皇帝也一样，宫中秘人劝他，他说我是傲骨，哪里能有谄媚的德行？由此他仕途的跌宕起伏，他洞明禅学，有世外隐居成仙的想法，有小病便请假，罢官隐居在秘摩崖之阳，室名佳处留庵，我入山拜见时，见其坐古松下，持瓣香，诵读法华经，远望去，似一位高僧，人们说平民要是能做上一品高官，岂止难于登天？贵庆居然弃之如敝履，隐居山野，和闲云野鹤作伴，迷恋于王公卿相的人很多，像他这样淡泊名利的有几人？夏历四月朔，他的学生欲跟随其孩子为其祝寿，觥筹交错，但却被严厉拒绝，公住谷中，不愿回城。我曾听闻佛寿无量，公学佛者，对于寿自不待言。我一介愚庸，幸得函丈推教，何况我的四位老师出自其门下，哪能饮水不思源？以山之长久为其祝寿。
- 大學士英和 英和以承辦寶華峪地宮浸水案，於道光八年戊子之冬遺戍，倉卒東行，十一年辛卯釋歸，而賦則成於九年己丑，刊於十年庚寅，猶屬流人之手筆。以言遭遇，未免淒楚，以言著述，有功邊裔。此本半頁九行，行十九字。前有貴慶序，後有英和短識及徐松跋語。按：英和少有俊才，和珅青睞，欲召之為婿，其父德保不允，後貴慶妻和珅次女。嘉慶朝初，英和貴慶共事翰林。己巳恩科會試，二人同為副考，關系密切。次年貴慶犯事，英和查辦說情，禀奏貴慶並無索需，僅家人收受水禮，實乃協領紮布紮那訐告，貴慶免大獄。英和子奎照妻佟佳氏，與鍾昌，乃連襟。鍾昌，和珅同党伊江阿侄，後官至侍郎，受業於貴慶，亦有姻親。徐松，大興籍翰林，曾受業於英和，座師英和《恩福堂詩鈔》有其題序。
- 《國學叢刊》: 八旗貴顯、昔多耽山水之人、李鐵君（李鍇）居盤山、多海槎（多欢，正黄旗伊尔根觉罗氏，喀尔吉善曾孙，鄂云布子）住翠微靈光寺、貴月山（貴慶）住大悲寺秘魔崖、薩湘林（薩迎阿）時住臥佛寺、圖裕軒（圖鞈布）坐逝延寧庵、其人皆高曠肆志、生有自來者、近世殆罕聞矣。
- 清末汪荣宝题诗歌一首提到贵庆（筼西）和彭邦鼎（春农）当初各持马湘兰砚台和印章趣事。汪荣宝初春病起为彤士（譚學衡父进士谭国恩字号）题马湘兰画观音其四。筼西藏砚春农印，合迸无缘两寂寥。 乞取慈云多护惜，传家墨妙让君骄。

## 贵庆宅
《道咸以來朝野雜記》貴月山尚書慶，住東城甘雨胡同。其孫端良（瑞璸子），字儉庭，光緒中曾官御史，且巡城矣。聲名甚劣，而有才氣，後以言事革職，潦倒以終。庚子之變，出辦安民公所，頗得人民贊許，蓋晚年思改過耳。经考证，贵庆宅在甘雨胡同和柏树胡同（原叫椿树胡同）之间，清末租卖给英美教会，英国立德夫人曾租住并将此花园撰写为《我的北京花园》，附近曾先后有基督教盲校、英国使馆人员葛開樂(Edward Lawrence Cockell)、法国出版商那世宝、日本人报社。书中描述位置由此确定为甘雨胡同，且其它描述如花园主人曾经犯过重罪，和皇室有关联，且附近刑部官员。符合贵庆在道光被革职。子瑞珍被监追，子瑞璸在同治初被革，子瑞琇在咸丰末因张仁政自缢案获斩监侯重罪。瑞琇妻爱新觉罗氏和赵氏，子女亦和皇室结婚。瑞琇之子名阿良，《缙绅录》显示同治五年至光绪元年，先后任盛京户部员外郎、京师刑部员外郎，官职止于光绪元年。侄端良在光绪二十二年亦被革职。